# Geschiedenis van Syrië
Syrië ligt in de zogenaamde Vruchtbare Sikkel, de streek in het Midden-Oosten waar de landbouw zo'n 10.000 jaar geleden is ontstaan. De strategische ligging van Syrië heeft een belangrijke rol gespeeld in de geschiedenis. De westkant van Syrië, de streek Levant is vruchtbaar en bewoond. In het oosten ligt Mesopotamië, eveneens zeer vruchtbaar. Hier tussen vormt het hartland van Syrië een belangrijke verbinding, want ten zuiden is een woestijn en ten noorden het bergachtige Anatolië.

## Prehistorie
De oudste overblijfselen die in Syrië gevonden zijn dateren van het paleolithicum (ca. 800.000 v.Chr.).  
Op 23 augustus 1993 vond een Japans-Syrisch opgravingsteam gefossiliseerde menselijke resten in de Dederiyeh-grot op ongeveer 400 km ten noorden van Damascus. De botten waren die van een neanderthalerkind met een geschatte leeftijd van 2 jaar, dat leefde in het middenpaleolithicum (ca. 200.000 tot 40.000 jaar geleden).  Alhoewel al veel botten van neanderthalers gevonden waren was dit de eerste keer dat een bijna volledig skelet van een kind gevonden werd in de staat bij begraven.
Archeologen hebben aangetoond dat de beschaving in Syrië een van de oudste ter wereld was. Syrië maakt deel uit van de vruchtbare sikkel en sinds ongeveer 10.000 v.Chr. was het een van de centra van de vroege neolithische cultuur (PPNA) waar landbouw en veeteelt voor de eerste keer werd toegepast. De latere neolithische periode (PPNB) wordt weergegeven door rechthoekige huizen van de Mureybet-cultuur. Vondsten van obsidiaan-gereedschappen uit Anatolië zijn bewijs van vroege handelsbetrekkingen. De steden Hamoukar en Emar floreerden tijdens het late neolithicum en bronstijd.

## Bronstijd
Het land werd in vroeghistorische tijden bewoond door verschillende stammen. De stad Ebla in Noord-Syrië werd ongeveer in 3000 v.Chr. gesticht en had op een gegeven moment zo'n 260.000 inwoners. Vermoedelijk is de stad in 2260 v.Chr. door de Akkadiërs veroverd, maar werd het opnieuw een hoofdstad onder de Amorieten. Later veroverden de Hettieten de stad en streek, maar ook de Hurrieten, Assyriërs, Arameeërs en Babyloniërs hebben het land bewoond.

## IJzertijd
Met de ondergang van het internationale systeem aan het einde van de late bronstijd rond 1200 v.Chr. gingen veel steden in vlammen op.
Ook de Perzische Achaemeniden veroverden Syrië. 
In 333-332 v.C. veroverde Alexander de Grote het land. Na zijn dood vestigde het hellenistische Seleucidenrijk zich in Syrië.

## Romeinse Rijk en opkomst van het christendom
In 83 v. Chr. werd Syrië veroverd door Tigranes van Armenië. Bij diens val in 63 v. Chr. lijfde Pompejus het als Romeinse provincie in, en de Romeinen vestigden er belangrijke bases in hun nieuwe provincia Syria. Ze breidden de stad Palmyra sterk uit. In het Romeinse Keizerrijk was het een militair bijzonder belangrijke provincie, vooral gezien de macht en de dreiging van de Parthen in het achterland.
Syrië wordt de bakermat van het christelijk geloof genoemd. Hier begon Paulus in de 1e eeuw zijn bekeringstocht door Klein-Azië. Bekend is het verhaal dat Paulus, de joodse christenvervolger, op weg naar Damascus een visioen kreeg, zich bekeerde en vervolgens het christendom ging prediken. In Syrië vinden we de vroegste christelijke kerken.

## Byzantijnse periode (395-636)
Bij de splitsing van het Romeinse Rijk (395) kwam het gebied onder Constantinopel te staan dat Syrië tot in de 7e eeuw bestuurde. Ten tijde van Justinianus I (527-565) en later weer onder Heraclius (610-641) werden de belangrijkste steden van Syrië door de Perzische Sassaniden veroverd.

## Arabische verovering (636-750)
In de 7e eeuw veroverde het Arabische Rijk Syrië (Slag bij Ajnadayn, 634 en Slag bij de Jarmuk, 636). Doordat de Arabische stadhouder van Damascus Moe’awijja in 661 zegevierde in de strijd om het kalifaat, werd Damascus een eeuw lang de hoofdstad van de dynastie van de Omajjaden. De Arabieren bouwden onder andere de Grote Moskee van Damascus (706-715) op de plaats van een christelijke basiliek gewijd aan Johannes de Doper.

## Abbasiden (750)
Damascus bleef de hoofdstad van het rijk totdat in 749 de Omajjaden verslagen werden door de Abbasiden, die de hoofdstad van het Arabische Rijk al gauw naar Bagdad verplaatsen.

## Seltsjoeken (1055)
Bagdad werd in 1055 door de Turkse Seltsjoeken veroverd. De Turken erkenden de suzereiniteit van de kalief, maar namen wel een groot deel van de (wereldlijke) macht in handen. Later veroverden zij ook Syrië en Anatolië, maar na de dood van hun leider Malik Sjah I in 1092 viel het rijk uiteen in vele kleine staatjes.

## Kruistochten (1187)
De verdeeldheid in het rijk van de Seltsjoeken maakte het voor de kruisvaarders mogelijk het westen van Syrië te veroveren en daar enkele kruisvaardersstaten te stichten rond Tyrus, Beiroet, Tripoli en Antiochië. Damascus bleef echter Seltsjoeks. De reactie tegen de kruisvaarders ging uit van Zengi, atabek van Mosoel en de uit Koerdistan afkomstige Saladin die de kruisvaarders uiteindelijk verdreef en Jeruzalem heroverde (1187). Saladin stichtte de dynastie der Ajjoebiden die enige tijd over Syrië heerste.

## Mongoolse Rijk
Begin dertiende eeuw werd het Midden-Oosten opgeschrikt door het Mongoolse Rijk. De Mongolen veroverden in korte tijd Iran en in 1258 Bagdad, waarna zij oprukten naar het westen. De Turkse Mammelukken, een soldatenklasse met hun basis in Egypte, versloegen hen echter en kwamen daarna in opstand tegen de falende dynastie der Ajjoebiden.

## Ottomaanse provincie (1516-1916)
De Mammelukken heersten in Syrië tot het in 1516 door de sultan der Osmanen, Selim I veroverd werd. Syrië vormde na die tijd een Turkse provincie. Niettemin kwamen de Syrische emirs herhaaldelijk in opstand tegen de Turkse machthebbers. In 1833 kwam Syrië onder de heerschappij van Mohammed Ali, onderkoning van Egypte, maar door tussenkomst van de Europese mogendheden keerde het in 1840 terug onder de heerschappij van de Hoge Porte. Voortdurende oorlogen en binnenlandse ongeregeldheden hielden in deze periode een voorspoedige ontwikkeling van land en volk lang tegen. De Osmanen wisten tot de Eerste Wereldoorlog hun greep op het Midden-Oosten te behouden.

## Eerste Wereldoorlog
Tijdens de Eerste Wereldoorlog lukte het de Britse officier T.E. Lawrence, beter bekend als Lawrence van Arabië om de Arabieren over te halen een opstand tegen de Turken te beginnen, ondanks het feit dat de Turkse sultan had opgeroepen tot een jihad. Tijdens de Arabische Opstand vochten Arabieren onder leiding van Hoessein ibn Ali zij aan zij met geallieerde soldaten. De Britse generaal Allenby liet Feisal, de zoon van Hoessein, triomfantelijk Damascus binnen rijden, hoewel met name Australische troepen hard gevochten hadden om de stad te veroveren.
De Britten hadden in de Hoessein-McMahoncorrespondentie aan de Arabieren onafhankelijkheid beloofd in het Midden-Oosten, maar sloten kort daarna in 1916 een overeenkomst met de Fransen, het Sykes-Picotverdrag, dat het Midden-Oosten opdeelde in een Frans en een Brits gebied.

## Frans Mandaatgebied (1920-1946)
In 1920 werd het onafhankelijk koninkrijk Syrië opgericht onder koning Faisal I, die ook later koning van Irak zou worden. Zijn heerschappij duurde slechts enkele maanden totdat het Syrische leger de Slag bij Maysalun had verloren van de Fransen. Hierna plaatste de Volkerenbond Syrië onder een Frans mandaat. Dit bleef zo totdat in de Tweede Wereldoorlog Syrië onder het bewind van Vichy-Frankrijk viel en het in juli 1941 door de Britten samen met de Vrije Fransen veroverd werd in Operatie Exporter. Hierna riep Syrië zijn onafhankelijkheid uit, maar die werd pas in 1944 erkend door de meeste landen. De Fransen bleven in Syrië tot 1946.

## Onafhankelijkheid (1946 – heden)

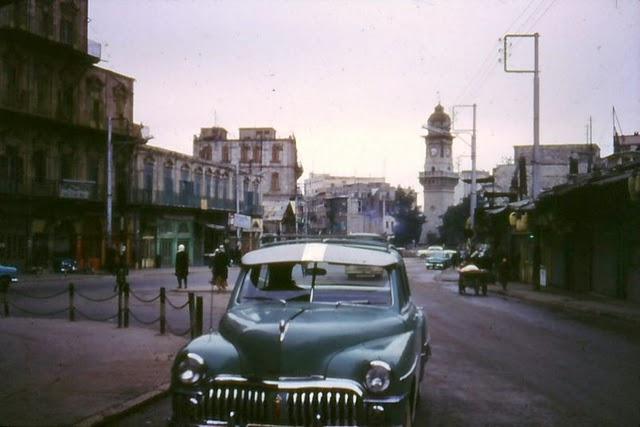
Aleppo in 1961.

Op 17 april 1946 werd de Syrische Republiek onafhankelijk. Onafhankelijk Syrië werd een seculiere republiek die, gesteund door de Sovjet-Unie, toenadering zocht tot andere Arabische landen. Van 1958 tot 1961 vormde Syrië een staatkundige eenheid met Egypte als de Verenigde Arabische Republiek (VAR). In 1961 maakte een militaire coup een einde aan de VAR.

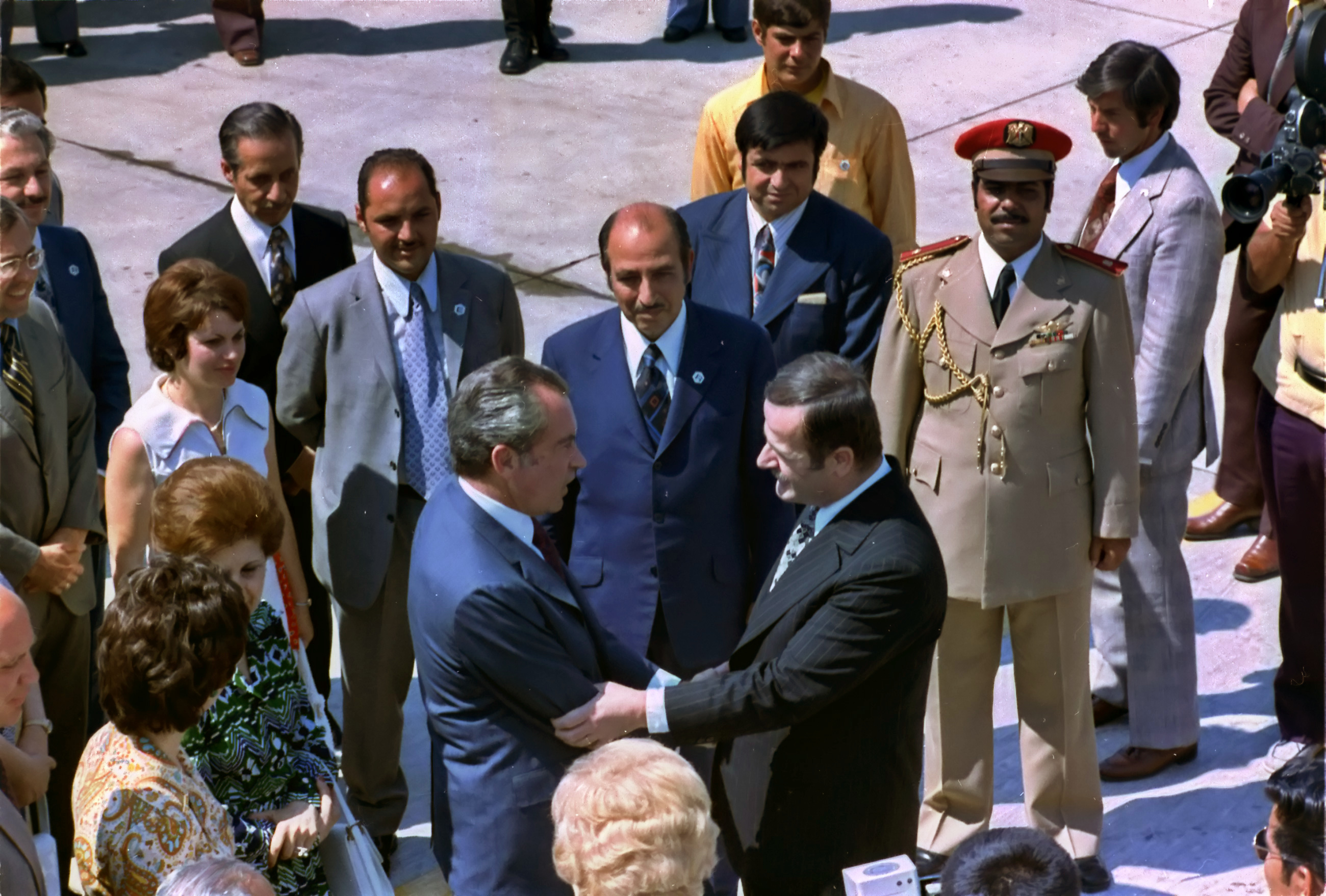
Hafez al-Assad begroet Richard Nixon bij de luchthaven van Damascus in juli 1974.

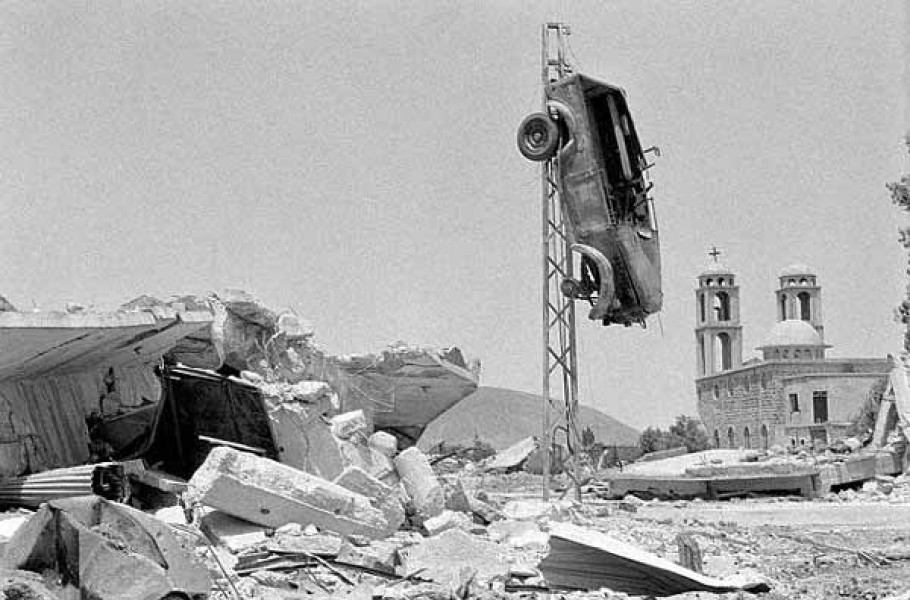
Quneitra, grotendeels vernietigd voor de Israëlische terugtrekking in juni 1974.

In 1963 kwam de Ba'ath-partij, via een nieuwe staatsgreep, aan de macht in Syrië. In 1967 werd Syrië betrokken in de Zesdaagse Oorlog tussen een Arabische coalitie en Israël. Syrië verloor de Golanhoogten aan Israël. Op 22 februari 1971 werd Hafiz al-Assad president van de Syrië.  Deelname aan de Jom Kipoeroorlog in 1973 en inmenging in de Libanese Burgeroorlog (1975-1990) leverden weinig tastbaar resultaat op, maar Syrië bleef wel een machtsfactor in de regio. Het terugkrijgen van de Golanhoogten van Israël, op welke manier dan ook, blijft een hoofddoelstelling van de buitenlandse politiek, naast een oplossing van het Arabisch-Israëlisch conflict en het vergroten van de invloed in Libanon. Na het overlijden van Hafiz al-Assad in 2000 werd hij als president opgevolgd door zijn jongste zoon Bashar al-Assad.
Ten tijde van de Irakoorlog vluchtten Irakezen naar Syrië om het escalerende sektarische geweld tussen sjiieten en soennieten en het verzet tegen de nieuwe regering na de val van Saddam Hoessein te ontvluchten.

## Syrische Burgeroorlog (2011 – heden)
Nadat eind 2010 in Tunesië demonstraties begonnen waren en daarbij Ben Ali was verjaagd, verspreiden de demonstraties zich door de hele Arabische wereld waaronder in Syrië. In reactie op de demonstraties kondigde Assad hervormingen aan, er werd een nieuwe grondwet aangenomen waarin niet langer stond dat de Ba'athpartij, een Arabisch nationalistische en socialistische partij, de staat en de samenleving leidt en dat er ook andere politieke partijen mochten gevormd worden die niet lid zijn van het Nationaal Progressief Front (NPF), wel mochten partijen niet gebaseerd zijn op religie of etnische basis. Vervolgens werden er in 2012 parlementsverkiezingen gehouden waarbij ook partijen die niet lid waren van het NPF, zetels, wonnen. Door de rebellen werden deze verkiezingen als oneerlijk beschouwd. De demonstraties veranderden al snel in een burgeroorlog waarbij het Syrische Arabische Leger van president Assad en pro-Assadmilities de rebellen, door de seculiere regering gezien als "terroristen", met grof geweld bestrijden. Syrië en zijn bondgenoten Rusland, Volksrepubliek China en Iran schrijven de opstand en het geweld toe aan een jihad door intolerante islamisten en salafistische terroristen, streng wahabitische monarchieën zoals Qatar en Saoedi-Arabië, Frankrijk, en wapenleveringen vanuit de Verenigde Staten, de NAVO, Israël en Turkije.
Assad verklaarde in november 2012 tegenover RT, dat er in Syrië geen sprake is van een burgeroorlog, maar van pogingen tot buitenlandse inmenging door regionale en internationale grote mogendheden, salafistisch extremisme en van terrorisme tegen de staat. Hij verklaarde nooit onder buitenlandse druk afstand te zullen doen van het presidentschap tenzij via algemene vrije verkiezingen door de Syrische bevolking in 2014. President Assad verklaarde tegenover de Armeens-Russische journaliste in Syrië te willen blijven, leven en ook sterven. Tevens verklaarde hij de weg van onderhandelingen met geweldloze oppositiepartijen en geleidelijke democratische transitie te willen volgen om zo niet de weg vrij te laten voor islamistische extremisten en „imperialistische” plannen met het Midden-Oosten en de belangrijke en olierijke Arabische wereld. In 2014 werden er presidentsverkiezingen gehouden waarbij ook andere kandidaten dan Assad mochten meedoen, hij won die verkiezingen met 88,7% van de stemmen.
Op 8 december 2024 hebben de rebellen onder leiding van Hayat Tahrir al-Sham (HTS) Damascus veroverd, na een bliksemoffensief tegen het regime van Bashar al-Assad, die het land ontvluchtte.

## Kaartengalerij

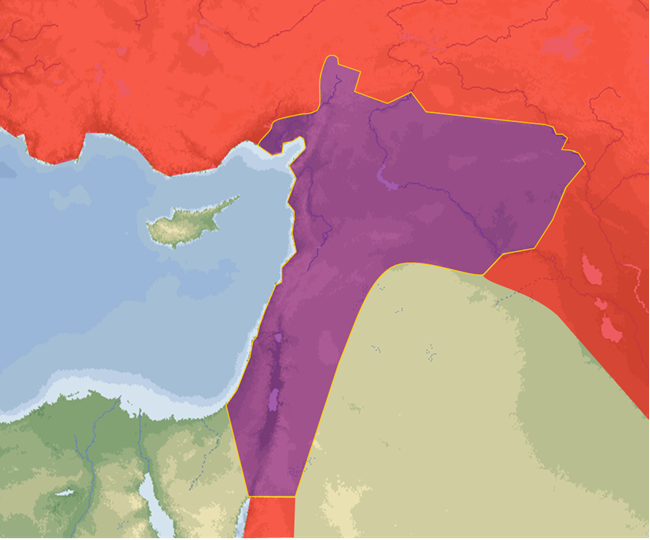
Ottomaans Syrië (1516-1918)
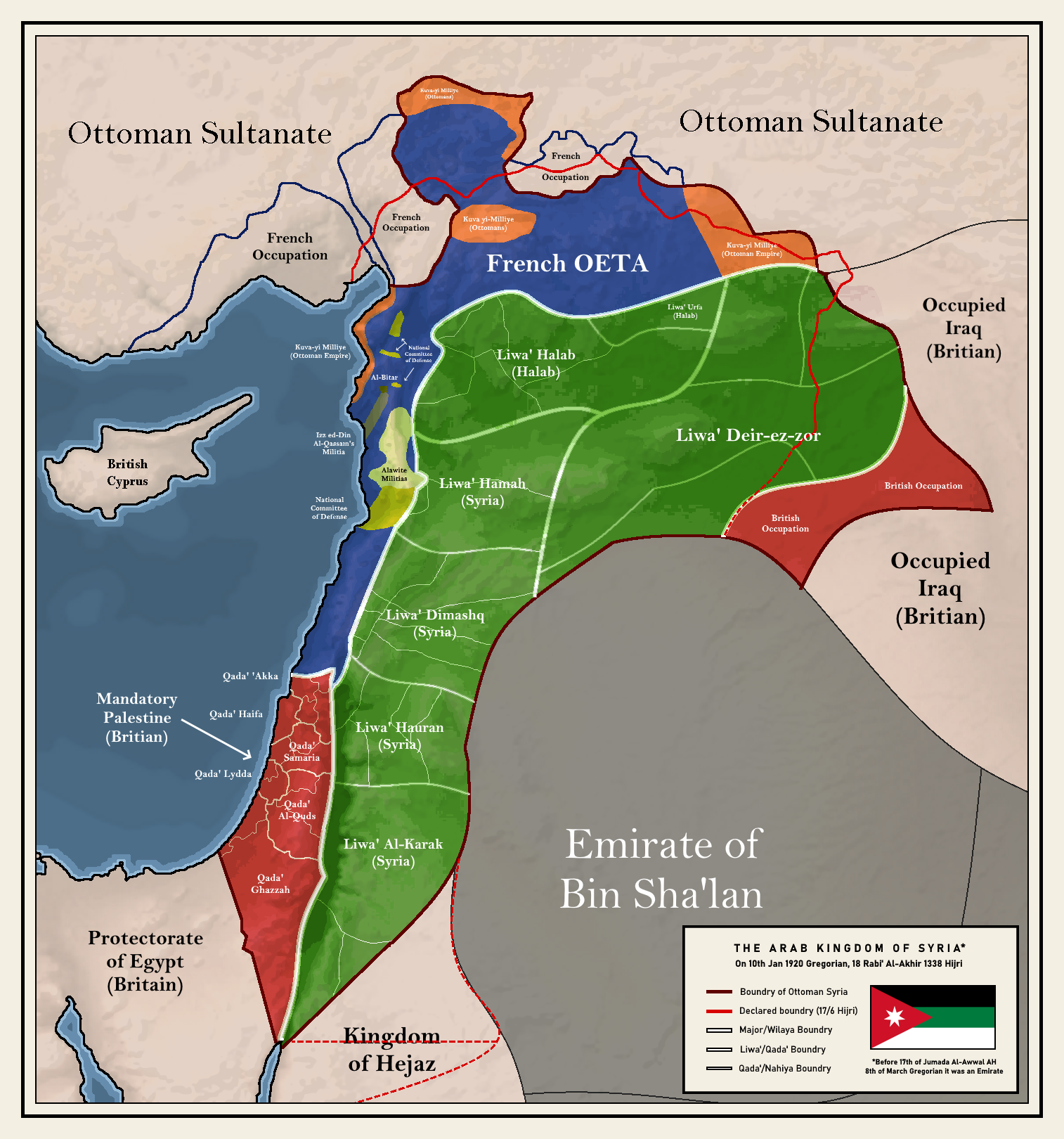
Arabische Koninkrijk Syrië (1918-1920)
Frans Mandaat Syrië (1920-1946)
Het huidige Syrië (1946-heden)